# Ctenotus ehmanni
Ctenotus ehmanni este o specie de șopârle din genul Ctenotus, familia Scincidae, descrisă de Storr 1985. Conform Catalogue of Life specia Ctenotus ehmanni nu are subspecii cunoscute.